# Martin Stevens (chanteur)
Martin Stevens est un chanteur disco canadien (québécois), né le 3 octobre 1953 à Verdun (Québec) et mort le 5 juillet 2023. Il a été en nomination à deux prix Juno pour les meilleures ventes de single : une fois en 1979 pour Love Is in the Air et une autre fois en 1980 pour Midnight Music.

## Biographie
Martin Stevens est né à Verdun au Québec, sous le nom de « Roger Prud'homme ». À l'âge adulte, il se fait connaître comme chanteur disco.
Dans les années 1970, il enregistre plusieurs single en français, dont J’aime la musique (Comme un fou) et Sans ton amour. Dans son album éponyme paru en 1978, toutes les chansons sont en français sauf Love Is in the Air de Vanda & Young (en). Sa version débute sur les charts canadiennes en juillet 1978 et atteint la position 21 le 9 septembre de cette année, la même semaine que la reprise par John Paul Young, version mieux connue à l'international.
Les deux versions auraient fait compétition pour le même auditoire ; la version de Stevens progresse jusqu'à la position 19 quelques semaines plus tard avant de perdre en popularité, alors que la version de Young atteint la position 26 deux semaines plus tard.
Le deuxième album de Stevens, Midnight Music, sort en 1979 et ne comprend que des chansons en anglais.
La première chanson, Midnight Music, est un succès au Québec, mais ne se démarque pas dans le marché anglophone du Canada, où elle atteint la position 50.
Il est finaliste pour le prix Félix en tant qu'artiste masculin en 1979, mais ne gagne pas.
Il a publié une autobiographie en 2007 : Sexe, drogue et disco.
Martin Stevens meurt le 5 juillet 2023 à l'âge de 69 ans.